# Привольне (Половинський округ)
Приво́льне (рос. Привольное) — село у складі Половинського округу Курганської області, Росія.
Населення — 275 осіб (2010, 382 у 2002).
Національний склад станом на 2002 рік:
- росіяни — 90 %